# Heiliggeistaltar

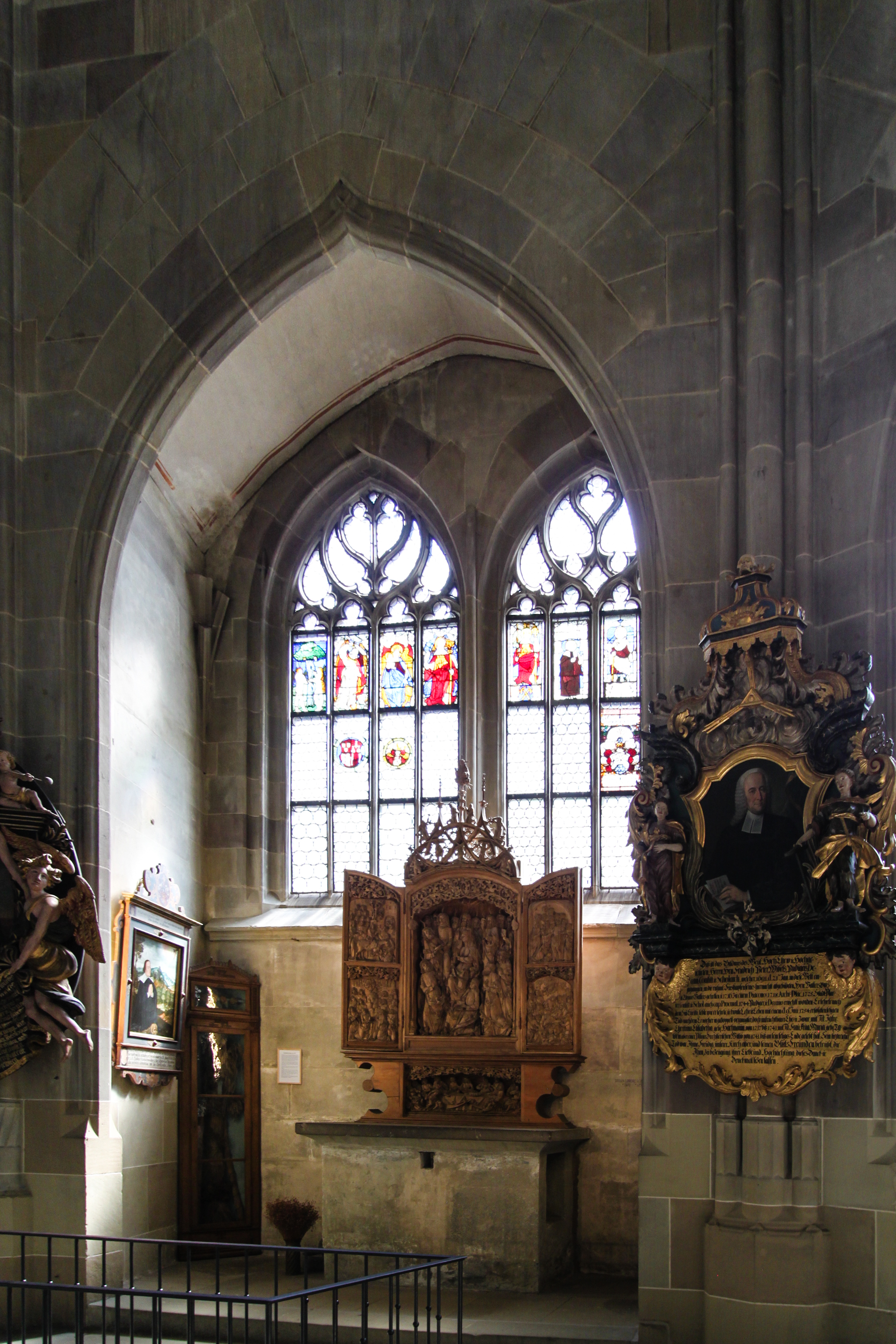
Heiliggeistaltar 2015

Mittelschrein mit der Ausgießung des Hl. Geistes.

Der Heiliggeistaltar (auch Altarschrein mit der Ausgießung des Heiligen Geistes an Pfingsten)  in St. Michael in Schwäbisch Hall ist ein Schnitzaltar, der um 1520 entstand.

## Beschreibung
Das Triptychon zeigt im Mittelschrein die Ausgießung des Hl. Geistes an Pfingsten. Maria sitzt in der Mitte, umgeben von 15 Jüngern, die alle mit feurigen Zungen des Heiligen Geistes gekrönt sind, der sich in Gestalt einer Taube über ihren Köpfen befindet. Die vier Flügelreliefs zeigen links oben den Einzug in Jerusalem, rechts oben den ungläubigen Thomas, links unten die Himmelfahrt Christi und rechts unten den Marientod. Die Predella zeigt das Abendmahl Jesu. Auf einem Flügel war ehemals außen die Fußwaschung gemalt.

Predella mit einer Abendmahlsdarstellung